# Horror corporal
El horror corporal (también, horror biológico, del inglés body horror) es un subgénero del cine de terror que muestra intencionalmente alteraciones grotescas o psicológicamente perturbadoras del cuerpo humano. Tales alteraciones pueden manifestarse a través de enfermedades, sexo aberrante, mutaciones, mutilaciones, zombificaciones, violencia altamente explícita o movimientos antinaturales del cuerpo. El término body horror se aplicó originalmente para describir un subgénero emergente de las películas de terror norteamericanas, pero tiene sus raíces en la literatura gótica temprana y se ha expandido para incluir otros medios.

## Características

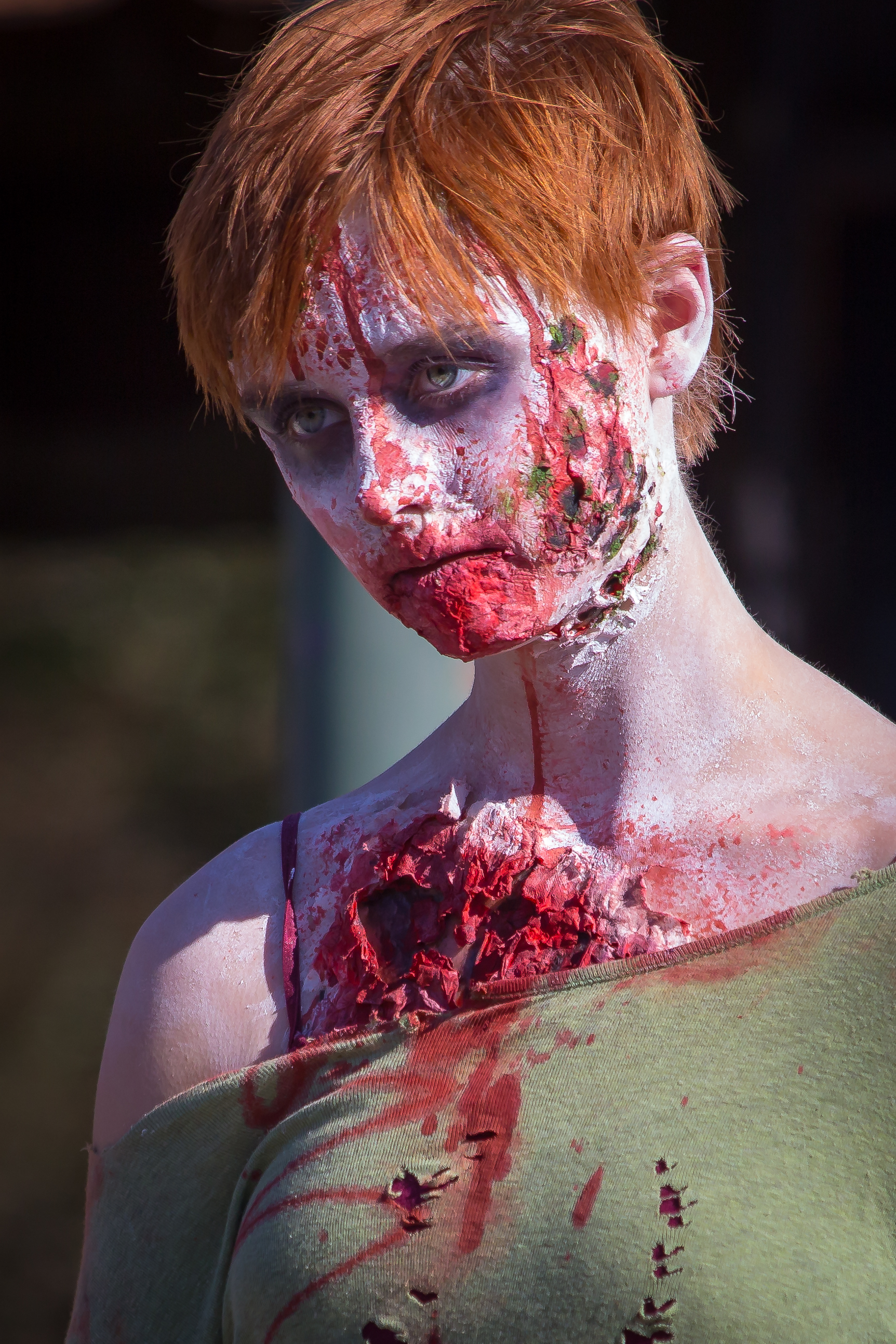
Zombi

Según la crítica de cine Linda Williams, el horror corporal se incluye en uno de los tres géneros "asquerosos" o "géneros de exceso", que también incluyen la pornografía y el melodrama. Williams escribe que el éxito de estos géneros "a menudo se mide por el grado en que la sensación de la audiencia imita lo que se ve en la pantalla". Por ejemplo, una audiencia puede experimentar sentimientos de terror a través del horror, simpatía a través del melodrama o excitación sexual a través de la pornografía. El horror corporal se centra específicamente en los límites y las capacidades transformadoras del cuerpo humano.Se realiza una ruptura de lo comúnmente conocido, una deformación de lo natural para crear un impacto frente al espectador.
Expresa lo abyecto (despreciable, vil en extremo) ￼ a través de un primer plano. Haciendo uso del recurso, las grotescas deformaciones aparecen mucho más "reales" ante el espectador, teniendo mucho más impacto. Evoca al shock y la repulsión, una constante necesidad de continuar viendo a pesar de lo crudas o traumáticas de las imágenes en escena. Busca separar lo animal de lo humano, el asco que produce cada escena es una clara cercanía a la animalidad, proyecta un límite entre lo humano y lo salvaje. Se muestran crisis existenciales que desafían no solo los parámetros de la psique humana sino también el antropocentrismo.
El horror corporal puede ir también ligado al horror cósmico por su tendencia a lo desconocido, a materia emanada de otro universo que termina deformando lo orgánico en nuestro planeta. 
El horror corporal a menudo se superpone con otros subgéneros de terror, pero es distinto de ellos. Por ejemplo, si bien puede haber elementos de mutilación en el horror corporal, otros subgéneros similares como slasher, splatter o monster también pueden compartir este tropo, pero difieren en el mensaje y en la intención. Una diferencia común en el género de terror corporal es que las alteraciones o distorsiones del cuerpo rara vez son el resultado de una violencia inicial o inmediata. Más bien, generalmente están marcados por una pérdida de control consciente sobre el cuerpo a través de mutaciones, enfermedades u otros tropos que incluyen una transformación incontrolada. El género puede invocar sentimientos intensos de disgusto físico y psicológico o repulsión y jugar con las ansiedades de la vulnerabilidad física. Además de los tropos comunes utilizados dentro del género de terror más amplio, algunos tropos específicos del subgénero de terror corporal pueden incluir invasión (como en Alien), contagio (como en Contracted), mutación (como en The Fly), transformación (como en Bite), enfermedad (como en Afflicted), mutilación (como en Antichrist) u otras distorsiones no naturales (Human centipide) o violentas (Upgrade) del cuerpo humano.

## Historia
El término "body horror" (horror corporal) fue utilizado por primera vez por Phillip Brophy en su artículo de 1983 "Horrality: The Textuality of the Contemporary Horror Film". Acuñó este término para describir un subgénero emergente que se produjo durante un breve período dorado para el cine de terror contemporáneo. Aunque Brophy acuñó el término para describir específicamente una tendencia dentro del cine, el director de cine Stuart Gordon señala que el tropo del horror corporal había existido antes de su adaptación a la pantalla, sobre todo en la escritura de ficción.

### Literatura

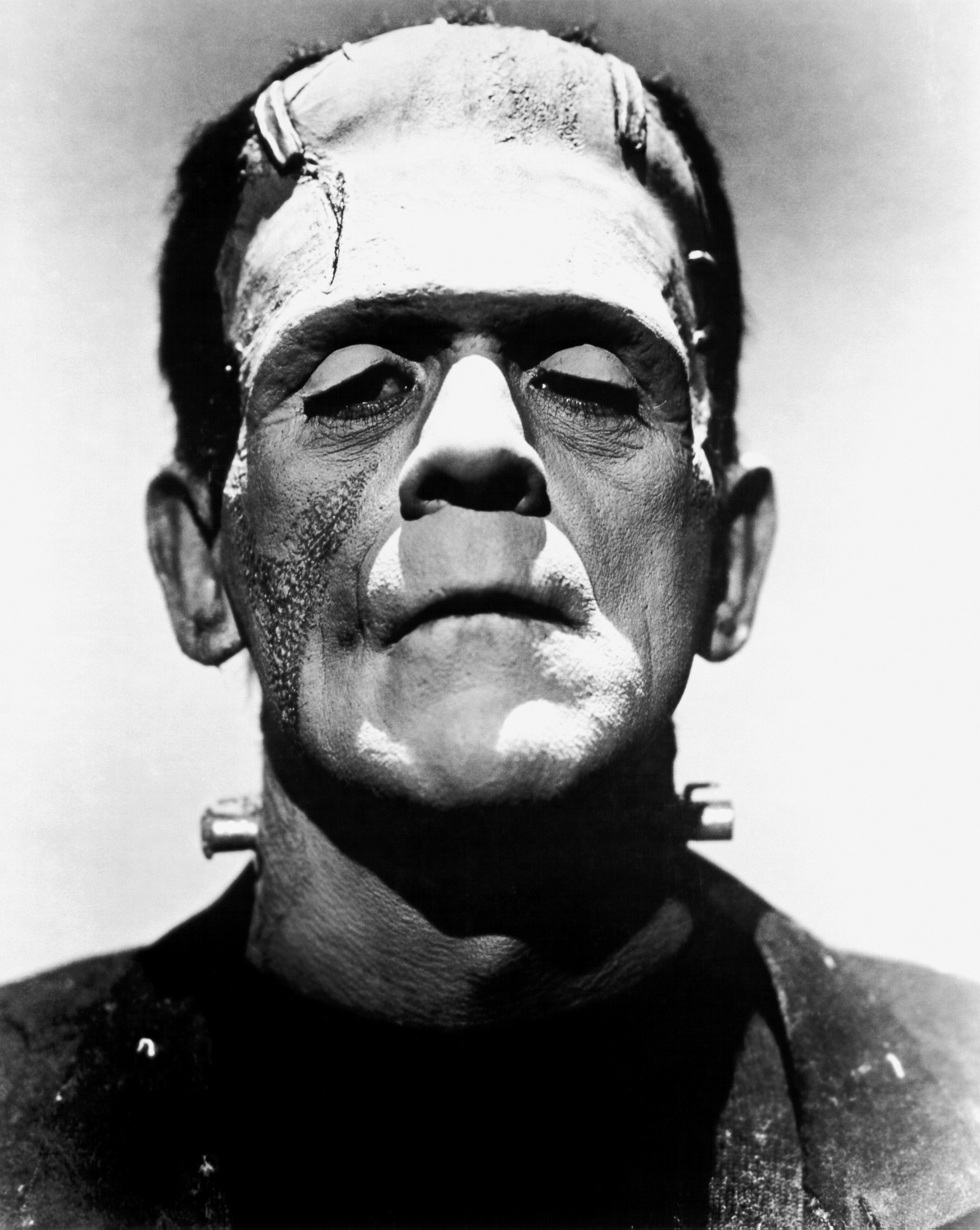
El monstruo de Frankenstein, interpretado por Boris Karloff.

Frankenstein (1818), de Mary Shelley, es un ejemplo temprano del subgénero del horror corporal dentro de la escritura de ficción. Se cree que el éxito del horror gótico en el siglo XIX, en combinación con el nacimiento de la ciencia ficción como forma literaria, es el origen del horror corporal como género literario. Según Halberstam, "Al enfocarse en el cuerpo como un lugar del miedo, la novela de Shelley sugiere que son las personas (o al menos los cuerpos) las que aterrorizan a las personas ... el paisaje del miedo es reemplazado por la piel suturada".

### Películas
El cineasta canadiense David Cronenberg es considerado uno de los principales creadores del horror corporal a través de películas como Shivers y Rabid, y su versión de La mosca . Sin embargo, los tropos de terror corporal existían dentro de la película antes del reconocimiento oficial del género. Los primeros ejemplos del género de terror corporal surgieron a partir del cine de terror estadounidense de la década de 1950, incluidos The Blob y The Fly, que establecieron el estándar para el género debido al enfoque principal de las películas en la mutilación corporal y los efectos especiales viscerales. Muchas películas contemporáneas del género de terror (las producidas después de 1968), incluido el horror corporal, se consideran posmodernas, a diferencia del horror clásico. Debido a esto, los límites entre los géneros son difíciles de definir, ya que el posmodernismo se preocupa por difuminar los límites entre categorías.
El género de terror corporal está ampliamente representado en el horror japonés y en los medios contemporáneos, como el anime. La película de 1988  Akira, de Katsuhiro Ōtomo, es uno de los primeros ejemplos de horror corporal dentro del anime. La película utiliza el género para explorar la "noción del cuerpo adolescente como un lugar de metamorfosis, una metamorfosis que puede parecer monstruosa tanto para la figura que la sufre como para el mundo exterior".

### Cómics y novelas gráficas
Muchos autores de manga, como Junji Ito, se especializan en escribir dentro del género de terror y utilizan tropos de terror corporal en combinación con dispositivos narrativos de terror japonés. Muy influido por las obras literarias de H. P. Lovecraft, el manga de Ito representa el horror corporal obsceno a través de la estética y la narrativa para invocar sentimientos de terror abyecto. En contraste, el caricaturista canadiense Michael DeForge incorpora aspectos recurrentes del horror corporal dentro de su trabajo a través de estilos narrativos y estéticos menos gráficos.

## Influencias
Las películas y los medios de comunicación que se incluyen en el subgénero de terror corporal reflejan una ansiedad social corporal específica y pueden ofrecer perspectivas sociales sobre la historia e influir en la cultura contemporánea.

## Controversia y censura
Desde el siglo XVIII, el género de terror ha sido popular entre los lectores, pero los críticos lo descartaron como controvertido y vieron que el género y sus elementos temáticos eran amenazantes o peligrosos para la sociedad.En general, el horror es catalogado por los críticos como un género degradante. Suele ser vinculado con los deseos impuros y macabros.
Debido al uso de violencia gráfica y gratuita o temas que pueden considerarse tabú, los medios de terror que entran dentro del género del horror corporal a menudo son objetos de censura o se prohíben en varios países. Por ejemplo, las franquicias Saw y Human Centipede han sido denominadas "torture porn" (pornografía de tortura) y ampliamente criticadas por incluir "representaciones abusivas y gratuitas de perversión sexual destructiva".